# Donntal-Lange Steige
Das Gebiet Donntal-Lange Steige ist ein mit Verordnung vom 1. Januar 2008 durch die Körperschaftsforstdirektion Tübingen ausgewiesener Bannwald (Schutzgebiet-Nummer 100118) in Baden-Württemberg bei Lenningen im Landkreis Esslingen in Baden-Württemberg.

## Lage
Das Schutzgebiet befindet sich südöstlich von Lenningen.
Der Bannwald liegt im Naturschutzgebiet Oberes Lenninger Tal mit Seitentälern. Er ist Teil des Vogelschutzgebiets Mittlere Schwäbische Alb und er ist Teil des FFH-Gebiets Alb zwischen Jusi und Teck. Im Biosphärengebiet Schwäbische Alb liegt der Bannwald in der Kernzone.

## Vegetation
Im Schonwald kommen laut Waldbiotopkartierung die folgenden Pflanzen vor:
Feldahorn, Spitzahorn, Berg-Ahorn, Wolfs-Eisenhut, Giersch, Knoblauchsrauke, Gelbes Windröschen, Aronstab, Gewöhnliche Haselwurz, Wald-Zwenke, Nesselblättrige Glockenblume, Zwiebel-Zahnwurz, Wald-Segge, Wechselblättriges Milzkraut, Großes Hexenkraut, Hohler Lerchensporn, Gemeine Hasel, Gewöhnlicher Dornfarn, Echter Wurmfarn, Gewöhnliche Esche, Gewöhnliche Goldnessel, Kletten-Labkraut, Waldmeister, Ruprechtskraut, Echte Nelkenwurz, Stinkende Nieswurz, Großes Springkraut, Kleines Springkraut, Gefleckte Taubnessel, Rote Heckenkirsche, Ausdauerndes Silberblatt, Wald-Bingelkraut, Wald-Flattergras, Wald-Sauerklee, Vielblütige Weißwurz, Stachelbeere, Schwarzer Holunder, Wald-Ziest, Sommerlinde, Bergulme, Große Brennnessel.

## Schutzzweck
Der Schutzzweck des Bannwalds ist gemäß Schutzgebietsverordnung
- Die unbeeinflusste Entwicklung der jeweiligen Waldökosysteme mit ihren Tier- und Pflanzenarten sowie Pilzen zu sichern sowie die wissenschaftliche Beobachtung der Entwicklung zu gewährleisten. Dies beinhaltet den Schutz der Lebensräume und -gemeinschaften, die sich in den Gebieten befinden, sich im Verlauf der eigendynamischen Entwicklung der Waldbestände innerhalb der Schutzgebiete ändern oder durch die eigendynamische Entwicklung entstehen.

## Betreuung
Wissenschaftlich betreut wird der Bannwald durch die Forstliche Versuchs- und Forschungsanstalt Baden-Württemberg (BVA).